# Tillmitsch
Tillmitsch là một đô thị thuộc huyện Leibnitz trong bang Steiermark, nước Áo. Đô thị Tillmitsch có diện tích 14,99 km², dân số cuối năm 2005 là 276 người.